# Mass Media (azienda)
La Mass Media, Inc. è uno sviluppatore indipendente di giochi con sede a Moorpark, California. L'obiettivo attuale della società è quello di sviluppare materiale originale per le piattaforme Sony.

## Storia
Mass Media ha iniziato negli anni ottanta presso Cinemaware. Nel 1991, hanno formato un'unità di produzione Philips chiamata POV Entertainment Group. Mass Media ha lasciato Philips nel 1995 e la società è diventata uno sviluppatore esclusivo per Time Warner Interactive. Dopo che la Time Warner ebbe interrotto la loro divisione interattiva, Mass Media è diventato uno sviluppatore indipendente. È stata acquisita da THQ nel febbraio 2007 che ha chiuso lo studio nel novembre 2008. La società ha iniziato un back up immediatamente e si sta attualmente concentrando sullo sviluppo per le piattaforme Sony, tra cui la PlayStation 3.

## Giochi
| Nome gioco                                                                 | Data d'uscita                                | Piattaforma                              |
| -------------------------------------------------------------------------- | -------------------------------------------- | ---------------------------------------- |
| Defender of the Crown                                                      | 1986                                         | CD-i                                     |
| Tetris                                                                     | 1986                                         | CD-i                                     |
| Lords of the Rising Sun                                                    | 1989                                         | CD-i                                     |
| Girls Club                                                                 | 1992                                         | CD-i                                     |
| Zombie Dinos                                                               | 1992                                         | CD-i                                     |
| Mystic Midway: Rest in Pieces                                              | 1992                                         | CD-i                                     |
| Mystic Midway Phantom Express                                              | 1993                                         | CD-i                                     |
| Caesars World of Boxing                                                    | 1993                                         | CD-i                                     |
| Voyeur                                                                     | 1993                                         | CD-i                                     |
| NFL Hall of Fame                                                           | 1994                                         | CD-i                                     |
| Thunder in Paradise                                                        | 1995                                         | CD-i                                     |
| 3-D Table Sports                                                           | 1996                                         | PC                                       |
| The Game of Life                                                           | 1998                                         | PC                                       |
| BassMasters 2000                                                           | 1999                                         | Nintendo 64                              |
| StarCraft 64                                                               | 13 giugno 2000                               | Nintendo 64                              |
| Ms. Pac-Man Maze Madness                                                   | 8 settembre 2000                             | Nintendo 64, Dreamcast                   |
| Power Rangers: Lightspeed Rescue                                           | 1º giugno 2000                               | Nintendo 64                              |
| Namco Museum                                                               | 12 luglio 2001                               | Gameboy Advance                          |
| Pac-Man Collection                                                         | 12 luglio 2001                               | Gameboy Advance                          |
| Star Trek DS9: Dominion Wars                                               | 2001                                         | PC                                       |
| Pac-Man Fever                                                              | 22 settembre 2002                            | GameCube, PlayStation 2                  |
| Namco Museum                                                               | 22 settembre 2002                            | GameCube, PlayStation 2, Xbox, Dreamcast |
| Shrek Super Party                                                          | 16 novembre 2002                             | GameCube, PlayStation 2, Xbox            |
| BlackThorne                                                                | 2003                                         | Gameboy Advance                          |
| Rock 'N Roll Racing                                                        | 2003                                         | Gameboy Advance                          |
| The Lost Vikings                                                           | 2003                                         | Gameboy Advance                          |
| Muppets Party Cruise                                                       | 11 novembre 2003 (GC) 13 novembre 2003 (PS2) | GameCube, PlayStation 2                  |
| Metal Arms: Glitch in the System                                           | 18 novembre 2003                             | PlayStation 2                            |
| Nicktoons Movin'                                                           | 2004                                         | PlayStation 2                            |
| Namco Vintage                                                              | 4 novembre 2004                              | Xbox Live Arcade                         |
| The Bible Game                                                             | 23 ottobre 2005                              | PlayStation 2, Xbox                      |
| Full Spectrum Warrior                                                      | 23 marzo 2005                                | PlayStation 2                            |
| Full Spectrum Warrior: Ten Hammers                                         | 27 marzo 2006                                | PlayStation 2                            |
| Ms. Pac-Man                                                                | 10 gennaio 2007                              | Xbox Live Arcade                         |
| Tetris Evolution                                                           | 2007                                         | Xbox 360                                 |
| Stuntman: Ignition (in collaborazione con Paradigm Entertainment)          | 17 settembre 2007                            | PlayStation 3                            |
| Saints Row 2 (in collaborazione con Volition, Inc.)                        | 14 ottobre 2008                              | PlayStation 3                            |
| Darksiders (in collaborazione con Vigil Games)                             | 5 gennaio 2010                               | PlayStation 3                            |
| The Midway                                                                 | 1º luglio 2010                               | PlayStation Home via PlayStation 3       |
| The Midway 2                                                               | 9 dicembre 2010                              | PlayStation Home via PlayStation 3       |
| Warhammer 40.000: Space Marine (in collaborazione con Relic Entertainment) | 6 settembre 2011                             | PlayStation 3                            |
| The Jak and Daxter Trilogy (in collaborazione con Naughty Dog)             | 7 febbraio 2012 (PS3) Giugno 2013 (PS Vita)  | PlayStation 3, PlayStation Vita          |
| The Midway 3                                                               | 16 maggio 2012                               | PlayStation Home via PlayStation 3       |